# Маріо Паскуалотто
Маріо Паскуалотто (італ. Mario Pasqualotto, нар. Новеллара), відомий також під псевдонімом Сер Стів Стівенсон (італ. Sir Steve Stevenson) — італійський дитячий письменник, відомий за циклами творів «Школа піратів» та «Агата Містері».

## Біографія
Маріо Паскуалотто народився в місті Новеллара. За освітою він є психолінгвістом. Тривалий час Паскуалотто працював на компанії з розробки рольових ігор в Італії та Англії. Пізніше Маріо Паскуалотто став співробітником факультету комунікації Болонського університету. З 2011 року Паскуалотто став друкувати власні літературні твори. Першою книгою письменника став роман «Літо метеликів» (італ. L' estate delle falene), видана в 2011 році. З 2012 року письменник працює над серіями дитячих творів — пригодицької серії «Школа піратів», у якій розповідається про навчання у школі майбутніх піратів; та дитячою детективною серією «Агата Містері», в якій розповідається про пригоди дівчинки Агати Містері, яка допомагає розслідувати різні злочини в багатьох країнах світу своєму двоюрідному брату Ларрі, який є учнем школи детективів. Ці твори письменник пише під псевдонімом «Сер Стів Стівенсон», який вибрав з поваги до його улюбленого письменника Роберта Луїса Стівенсона.

## Вибрана бібліографія
- Літо метеликів (2011)

### Цикл «Школа піратів»
- Школа піратів. Усі на борт!
- Школа піратів. Неочікуваний напад
- Школа піратів. На абордаж!

### Цикл «Агата Містері»
- Таємниця фараона
- Бенгальська перлина
- Меч короля Шотландії
- Крадіжка на Ніагарському водоспаді
- Убивство на Ейфелевій вежі
- Скарб Бермудських островів
- Корона дожів
- Місія «Сафарі»
- Голлівудський трилер
- Убивчий круїз
- Крадіжка у Ватикані
- Троянда Альгамбри
- Транссибірські перегони
- Квест у Нью-Йорку
- Таємниця Дракули
- Місія в Самарканді
- Операція «Джунглі»
- Змова в Ліссабоні
- Слідами діаманта
- Пастка в Пекіні
- Крадіжка в Міссісіпі
- Подвійний шантаж в Оксфорді
- Код злодіїв
- Помста під горою Фудзі

### Спецвипуски від серії «Агата Містері»
- Різдвяний квест у Містері-Хаузі
- Таємничі зникнення на Різдво
- Секрети будинку з привидами
- Примарний острів
- Вбивство в Лондоні
- Легенда про Срібного лебедя